# 村上美晴
村上 美晴（むらかみ よしはる、1953年8月14日 - ）は、日本の実業家。セントケア・ホールディング創業者・代表取締役会長、エンビプロ・ホールディングス取締役。

## 人物・来歴
山形県出身。20代で土木設計事務所を創業し、1982年東京理科大学工学部経営工学科卒業。1983年福祉事業を行う日本福祉サービス（現セントケア・ホールディング）を設立し、同社代表取締役社長就任。訪問入浴事業から始め、業容を拡大させ、2003年には株式公開を果たした。2007年には不正問題で揺れるコムスンから事業譲渡を受けた。同年セントケア・ホールディング代表取締役会長。2008年セントケア・ホールディング代表取締役会長兼社長。2010年エンビプロ・ホールディングス取締役。2012年セントケア・ホールディング代表取締役会長。